# Tireta

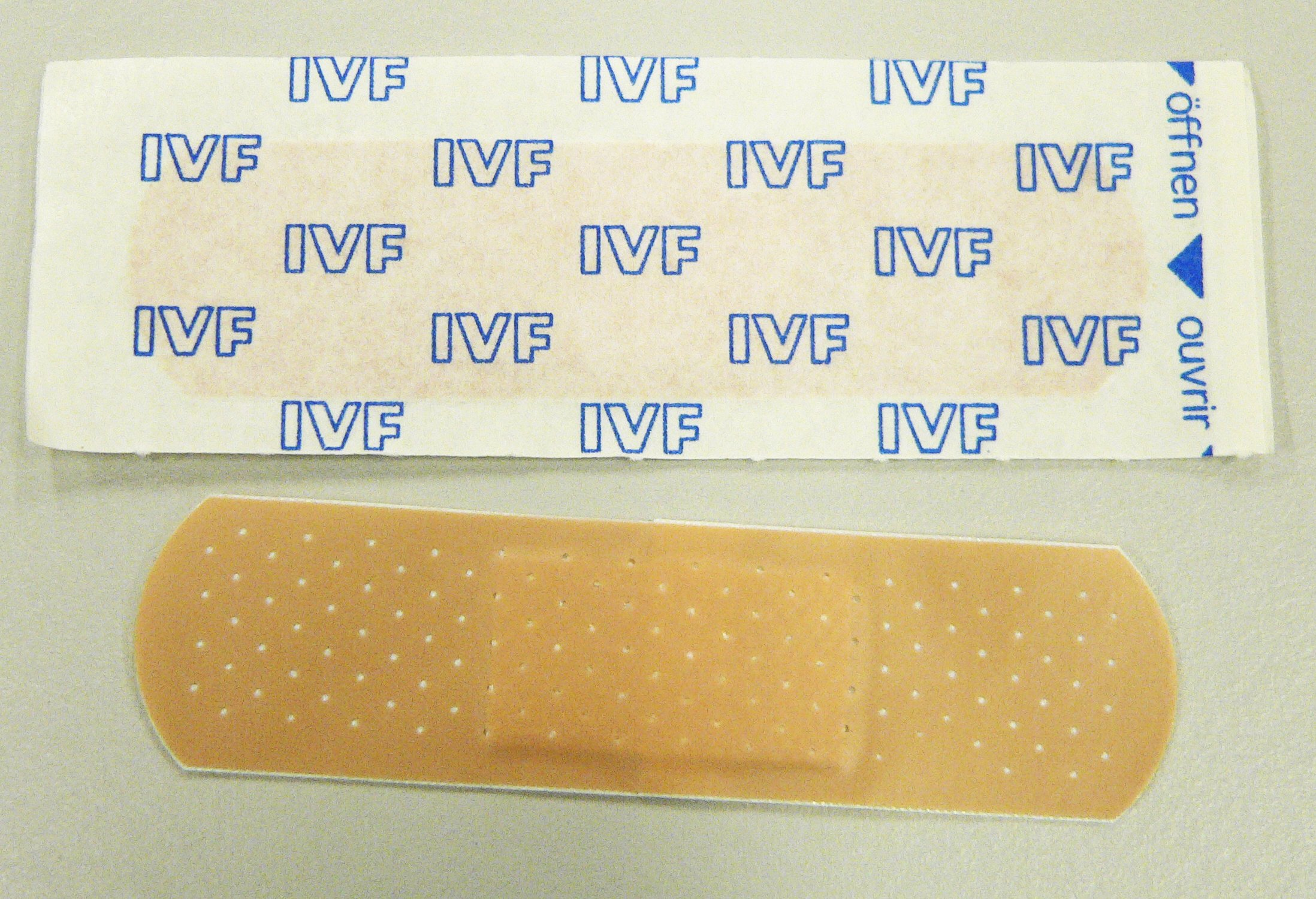
Una tireta adhesiva.

Una  tireta, apòsit adhesiu, bena adhesiva o tira adhesiva sanitària, és una cinta adhesiva de curta extensió amb un apòsit esterilitzat al centre, utilitzada per al tractament de ferides petites. Se la coneix popularment com tireta  o  tirita  segons el lloc, per les seves marques vulgaritzades amb les que antigament s'identificava al producte.

## Història de les tiretes
La història de les tiretes es deu a l'empresari de Mataró Gerard Coll, que va introduir el producte a Espanya després de la Guerra Civil Espanyola (1936-1939). El producte havia estat inventat el 1917 pel nord-americà Earle Dickson, que treballava per als laboratoris Johnson & Johnson, perquè es va adonar que la seva dona es tallava sovint mentre treballava a la cuina i utilitzava embenats aparatosos que se li desprenien amb facilitat.
El 1954, Coll va crear la marca Tiritas, que es va fabricar a Mataró fins a 1988 per part de l'empresa Unitex. En aquesta data va ser adquirida per la multinacional Hartmann, que és la que segueix fabricant-la a Mataró. Aquella marca inventada a Catalunya per als apòsits adhesius ha aconseguit introduir-se profundament en aquest temps fins a convertir-se en nom genèric del producte a Espanya.